# Таналау
Таналау (также Тонолау, Нижний Таналау) — река в Таймырском Долгано-Ненецком районе Красноярского края, правый приток Енисея.
Исток реки в мелких тундровых озёрах, на высоте 58 м; до слияния с левым притоком Верхний Таналау, в 6 км от устья, река на карте называется Нижний Таналау. Длина реки — 26 км, впадает в Енисей в 6 км севернее посёлка Байкаловск, на высоте 3 м над уровнем моря, в 150 км от устья.
По данным государственного водного реестра России относится к Енисейскому бассейновому округу.